# Hán Thủy
Hán Thủy (phồn thể: 漢水, giản thể: 汉水), hay còn gọi là Hán Giang (漢江, 汉江), Tương Hà (襄河) hoặc Miện Thủy (沔水), là một con sông ở Trung Quốc, . Nó là sông nhánh (chi lưu) dài nhất nằm ở tả ngạn sông Dương Tử (Trường Giang) với chiều dài khoảng 1.532 km. Diện tích lưu vực của nó khoảng 174.300 km².
Sông Hán Thủy bắt nguồn từ miền tây nam tỉnh Thiểm Tây tại khu vực Bàn Trủng Sơn thuộc huyện Ninh Cường trong địa cấp thị Hán Trung, và sau đó chảy tới tỉnh Hồ Bắc. Nó tiếp nhận nước của các sông như Tư Thủy Hà, Đổ Hà, Đan Giang, Đường Bạch Hà. Sông Hán Thủy đổ vào sông Dương Tử tại Vũ Hán, thủ phủ của tỉnh Hồ Bắc. Nơi hợp nhất của hai con sông cũng chia thành phố Vũ Hán ra làm ba khu vực là Vũ Xương, Hán Khẩu và Hán Dương.
Các thành thị chủ yếu ven sông là Hán Trung, An Khang, Thập Yển, Tương Phàn, Vũ Hán.
Từ Đan Giang Khẩu trở lên là thượng du, lòng sông hẹp, nước chảy xiết, với chiều dài khoảng 925 km; từ Đan Giang Khẩu tới Chung Tường là trung du, lòng sông mở rộng hơn, với nhiều bãi cát ven bờ. Đoạn này dài khoảng 270 km. Từ Chung Tường tới Hán Khẩu là hạ du, dài khoảng 382 km. Tại đoạn này dòng sông chảy trên bình nguyên Giang Hán, cả hai bờ sông đều đắp đê để phòng lũ lụt. Lòng sông thu hẹp hơn so với phần trung du.